# Manuel Aguirre Roca
Manuel Aguirre Roca (Lima, 10 de julio de 1927-19 de junio del 2004), fue un magistrado, periodista, abogado y profesor peruano. Fue presidente del Tribunal Constitucional del Perú desde el 2000 hasta el 2002.

## Biografía
Nació en la ciudad de Lima, el 10 de julio de 1927. Fue el segundo de cinco hijos de Germán Aguirre Ugarte y Josefina Roca de Zela. Su padre fue un conocido empresario dedicado a la agricultura y la banca.
Realizó estudios de Humanidades en la Universidad de Harvard, donde obtuvo un Bachelor of Arts con mención en Filosofía (1948), y Derecho en la Universidad Mayor de San Marcos, donde como estudiante hubo de participar de las protestas políticas contra el gobierno militar de Odría, razón por la que fue deportado en 1952. Culminó sus estudios en la Universidad de Salamanca, donde obtuvo con honores la licenciatura en Derecho (1955), y siguió estudios doctorales en la Universidad de París-La Sorbona, donde optó por la especialidad de Derecho internacional privado con una destacada tesis (1957).
Dedicado al periodismo desde su juventud, fue editorialista de La Prensa, luego pasó a Expreso para, finalmente, conducir El Panamericano en Canal 13. En 1966, fue elegido regidor del Consejo Provincial de Lima por una lista independiente, cargo que ocupó por tres años. Aguirre, entonces, se dedicó al ejercicio privado de la abogacía y a la cátedra en la Universidad Nacional de Ingeniería y la Pontificia Universidad Católica del Perú.

### Magistrado del Tribunal de Garantías Constitucionales
En 1982, fue elegido magistrado del Tribunal de Garantías Constitucionales, desde donde se distinguió por la argumentación jurídica de sus numerosos votos singulares (80% de todas las sentencias que suscribió). Especialmente, revisó los controvertidos casos de la Ley 23321 sobre apología al terrorismo (1984) y la Ley 23903 sobre los votos válidamente emitidos para las elecciones presidenciales (1985) -por el que intentó ser separado del Tribunal en una ficticia renovación por tercios en 1987. 

### Magistrado del Tribunal Constitucional
El 16 de mayo de 1996, fue elegido magistrado del recién creado Tribunal Constitucional. Aguirre Roca obtuvo 103 votos a favor.
En tal calidad, se pronunció en contra de la llamada Ley de Interpretación Auténtica constitucional que permitía la reelección del expresidente Alberto Fujimori, decisión que lo llevó a ser acusado por infracción constitucional y destituido al año siguiente por la mayoría oficialista del Congreso de la República. Ese mismo año, junto a los otros magistrados Guillermo Rey Terry y Delia Revoredo, inició un proceso ante el sistema jurisdiccional de su país y su caso fue acogido por la Comisión Interamericana de Derechos Humanos que conminó al Estado a su reintegración. Ante la negativa del gobierno, la Corte Interamericana de Derechos Humanos acogió el caso en 1999 y finalmente condenó al Estado peruano a reparar a los tres magistrados.
En el 2000, luego de la caída de la dictadura de Fujimori, Aguirre fue repuesto en su cargo por el nuevo Congreso y, ese mismo año, fue elegido presidente del Tribunal Constitucional. Renunció, sin embargo, dos años después por problemas de salud y fue sucedido por Guillermo Rey Terry permaneciendo como magistrado del Tribunal hasta su muerte.

## Fallecimiento
El 19 de junio del 2004, Manuel Aguirre Roca falleció a los 78 años tras sufrir una afección cardíaca. Sus restos fueron homenajeados en la sede del Tribunal Constitucional donde fue condecorado por el entonces primer ministro Carlos Ferrero con la Orden El Sol del Perú. Luego, sus restos fueron sepultados en el Cementerio El Ángel.

## Publicaciones
- Los fundamentos del derecho internacional privado a la luz del análisis comparado de algunos aspectos escogidos de sistemas jurídicos francés y español. 1957
- Las "sentencias" del Tribunal de Garantías Constitucionales frente a la crítica (en la revista Thémis). 1987
- La razón principal del fracaso del TGC (en la revista Thémis). 1991